# Joan Albert Amargós
Joan Albert Amargós (né à Barcelone, le 2 août 1950) est un compositeur, pianiste et clarinettiste catalan foundateur du group Musica Urbana avec Carles Benavent a été candidat aux Gramy .Ses compositions comportent des œuvres de musique de chambre et des symphonies. Il compose pour le cinéma, le théâtre, la danse et la télévision.
En 2002, il reçoit le Prix national de musique de Catalogne.